# István Gaál
István Gaál (Salgótarján, 25 de agosto de 1933 — Budapeste, 25 de setembro de 2007) foi um cineasta, editor e roteirista húngaro.